# Ривали
Ривали (енгл. Challengers) амерички је љубавни и спортски филм из 2024. Режију потписује Лука Гвадањино, по сценарију Џастина Курицкеса, док главне улоге тумаче Зендеја, Џош О’Конор и Мајк Фејст. Радња прати бившег тениског вундеркинда који је постао тренер Таши Данкан, чија стратегија да свог супруга извуче из низа пораза добија неочекивани преокрет када он мора да се суочи са својим бившим најбољим пријатељем и Ташиним бившим дечком.
Премијера је приказана 26. марта 2024. у Сиднеју. Приказивање у биоскопима започело је 26. априла 2024. у Сједињеним Америчким Државама, односно 25. априла исте године у Србији. Добио је позитивне рецензије критичара.

## Радња
Таши, некада велика тениска нада, тренирала је свог супруга Арта за успех на Гренд слем турнирима. Како би га извукла из низа пораза, тера га да игра на турниру нижег ранга тзв. „челинџеру”, где ће се суочити са Патриком, пораженим ривалом с којим обоје имају компликовану прошлост.

## Улоге
| Глумац      | Улога         |
| ----------- | ------------- |
| Зендеја     | Таши Данкан   |
| Џош О’Конор | Патрик Цвајг  |
| Мајк Фејст  | Арт Доналдсон |